# Weingarten (Ravensburgi járás)
Weingarten (1865-ig: Altdorf) város Németországban, Baden-Württemberg délkeleti részén. Ravensburg és Wangen im Allgäu után a harmadik legnagyobb város a ravensburgi járásban, mintegy 23 900 lakossal.

## Fekvése
Ravensburg északi szomszédságában fekvő település.

## Története
A település eredete az 5. századra nyúlik vissza. Hírét azonban elsősorban bencés apátságának köszönheti, melynek épületei és kupolával fedett temploma már messziről uralják a környéket.
Itt már 1182-ben készült egy hatalmas bazilika, de katedrális méretű, 100 méternél is hosszabb új templomát csak 1715-1724 között a kor leghíresebb mesterei: Thumb, Zuccalli, Beer és Moosbrugger közreműködésével építették.

## Nevezetességek

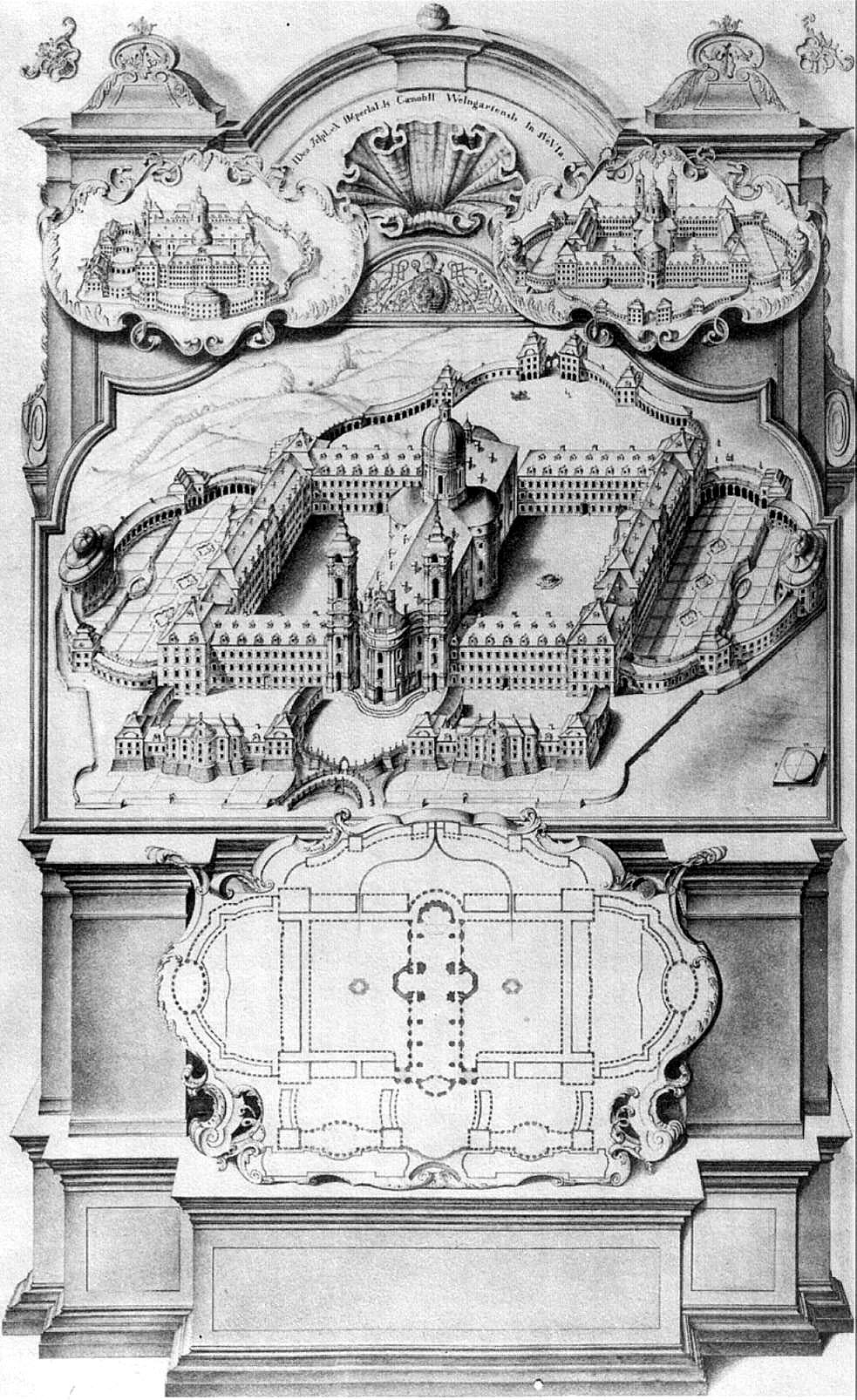
A kolostor épülete és tervrajza egy régi metszeten

- Kolostor – 1715-1724 között épült Thumb, Zuccalli, Beer és Moosbrugger közreműködésével.

Kereszthajója 43 méter széles, remek megvilágítással a kupolán át.
Főoltárát 1718-ban Frisoni tervezte, az oltár előtt különösen finom művű, perspektívikus hatást keltő nagyméretű rácsozattal, amely a szentélyt elzárja.
Freskóinak nagy részét Cosmad Damian Asam festette, a finom stukkókat Franz Schmuzer, gazdagon díszített kórusüléseit J. A. Feuchtmayer, szép orgonáját Josef Gabler készítette.
A kolostor régebbi építésű déli szárnyában késő gótikus kerengő, 1554-ből való kúria és konventépület található.

## Itt születtek, itt éltek
- Barbarossa Frigyes (1122 körül) – császár és király
- Jacob Reiner (1555/59-1606) -zeneszerző
- Christoph Spieß (1558-1610) – apát
- Urban Mayer (1575-1613) – apát
- Fidel Sporer (1731-1811) – szobrász (Bazilika szószék)
- Konrad Huber (1752-1830) – festőművész
- Joseph Joachim von Schnizer (1792-1870) – német művész, politikus
- Ferenc József Sauter People (1793-1843) – üvegfestő
- Erwin Albert Schmid (1895-1962) – festőművész
- Konrad HONOLD (1918-2007) – festőművész, restaurátor, heraldikus